# Lilly Daché
Lilly Daché (Begla, la Gironda, França, 10 d'octubre de 1893 - Louveciennes, Illa de França, 31 de desembre de 1989) va ser una modista, barretera i empresària de moda nord-americana nascuda a França. Va començar la seva carrera en una petita botiga de barrets fins que va arribar a tenir el seu propi negoci. Va estar al cim de la seva carrera empresarial als anys 30 i 40. Les seves contribucions a la capellereria van ser els famosos barrets de moda dissenyats a mida per a dones riques, celebritats, socialités i estrelles de cinema, que costaven deu vegades el cost mitjà d'un barret de senyora. El seu negoci principal de barrets era a la ciutat de Nova York, però tingué sucursals a Miami, Chicago i París. Al llarg de la seva carrera va ampliar la línia de moda per incloure-hi vestits, mitges, paraigües, perfums i joies.

## Primers anys i formació
Daché va néixer a França, en una família de grangers on era la més gran de cinc fills. Va acabar l'escola als catorze anys i va aprendre els conceptes bàsics de confecció de barrets sota la tutoria de la seva tia a Bordeus. Aviat va veure que tenia una capacitat natural en aquest camp, ja que era capaç de fer barrets amb simples retalls, i va enviar la jove Daché a treballar amb les barreteres parisenques més reconegudes de l'època ―Suzanne Talbot, Caroline Reboux, i Georgette Berger,  que li van ensenyar tot el necessari en l'art de la barreteria, des de fer petites puntades invisibles, a formar una corona dels cabells per enfundar-la en un turbant, o posar una rosa fresca o de tela en un barret de manera que semblés que hi havia florit.

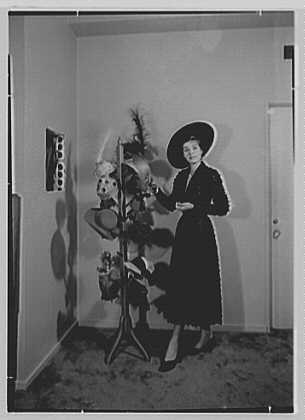
Botiga de Lilly Daché al 56th Street de Nova York

## Carrera professional
Va emigrar als Estats Units el 1924, on arribà el 13 de setembre. Va trobar la primera feina a Darlington's, a Filadèlfia, però es va traslladar a la ciutat de Nova York i va aconseguir una feina a la Bonnet Shop, una petita barreteria a Broadway. Un dia el propietari de la botiga va anunciar que vendria el negoci i ella, amb una amiga, la van adquirir. Al cap d'un any Daché comprava la part de la seva sòcia i esdevenia propietària de tot el negoci.
Les contribucions de Daché a la barreteria es van centrar en turbants, barrets fets a mida, barrets de mig punt, gorres amb viseres, boines de punta cònica, rets de colors, i barrets decoratius plens de flors, fruites i plomes, sempre glamurosos. Els seus dissenys eren innovadors i extravagants, fets de cintes i llaços, vidres i colors, retalls i teixits diferents, amb guarniments inusuals, però sempre vistosos i elegants. Començà dissenyant barrets per a les coristes de les Ziegfeld Follies el 1926 i el seu negoci va prosperar malgrat la Gran Depressió i la Segona Guerra Mundial. Els seus barrets costaven entre 20 i 80 dòlars en un moment en què es podia comprar un barret decent per només una desena part d'aquests diners.

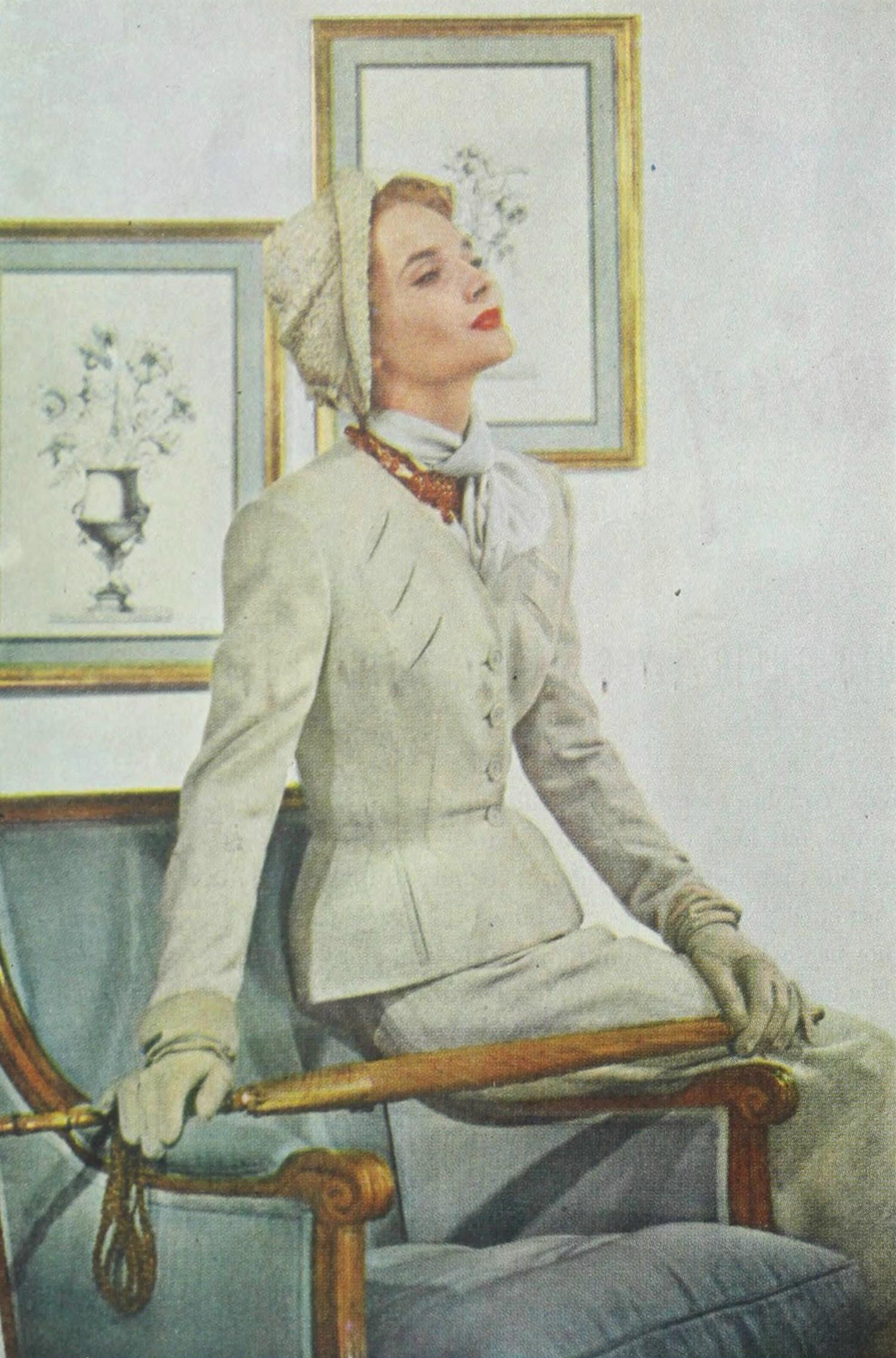
Vestit i barret de Hattie Carnegie, collaret i paraigües de Lilly Daché

El 1937, Daché va traslladar tot el seu negoci de barreteria a un edifici de nou pisos a Nova York, al carrer 56, que va anomenar House of Daché. Hi feia les vendes al detall directament a les clientes, hi tenia unes plantes dedicades al comerç majorista, també hi tenia el taller, i destinava l'àtic a la seva residència. El dissenyador de roba Halston Frowick i el perruquer Kenneth Battell van ser els seus empleats abans d'emprendre els seus propis negocis. La producció anual de barrets personalitzats de Daché es va estimar en 9.000 barrets cada any. Va treballar amb el dissenyador de vestuari de Hollywood Travis Banton per proveir a estrelles com Gloria Swanson, Carmen Miranda, Bette Davis i Betty Grable dels barrets de moda necessaris per complementar els seus vestits. També va proporcionar barrets a Joan Crawford, Marlene Dietrich, Marion Davies, Gertrude Lawrence, Sonja Henie, Audrey Hepburn i Carole Lombard.

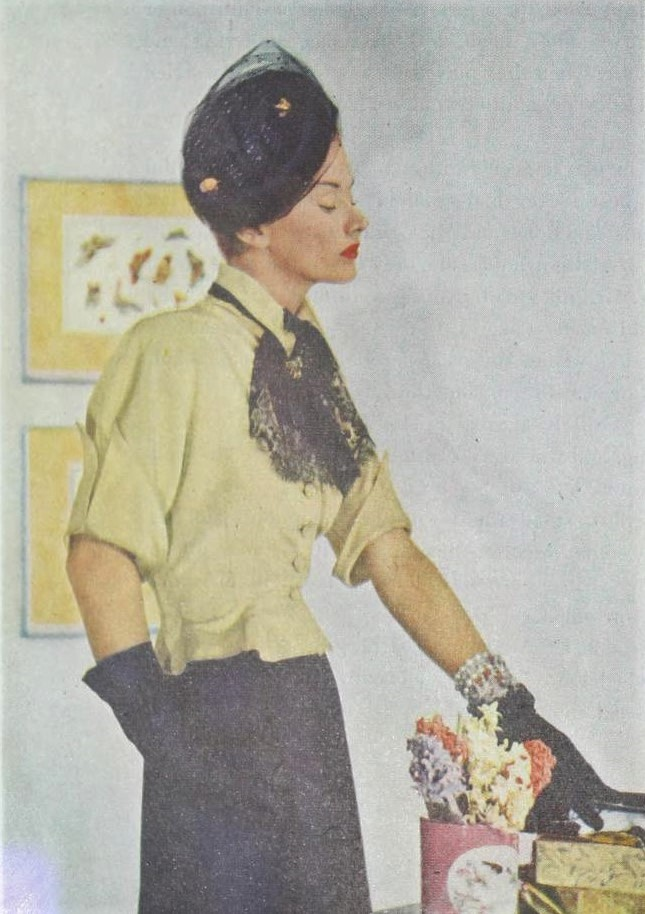
Vestit de Maurice Rentner i barret de Lily Daché (1948)

El 1940 va rebre un premi especial de Neiman Marcus pel seu disseny d'un barret per a Lord & Taylor. El 1943 va rebre el premi especial Coty American Fashion Critics de barreteria. Al 1946 va escriure Talking Through My Hats, una detallada biografia. El 1948 havia començat a dissenyar també roba feta per encàrrec per combinar amb els seus barrets. Al 1949 dissenyava i confeccionava vestits, llenceria, accessoris, perfums, cosmètics i joies, amb sucursals per a aquests productes a diverses ciutats del món. La seva etiqueta «Lilly Daché» es va convertir en sinònim d'elegància. Quan a finals dels anys 1950 els barrets perdien a ulls vista popularitat com a complement, va entrar en el negoci dels salons de bellesa. Va ser presidenta de «Lilly Daché Hair Products» i el 1956 va escriure un llibre titulat Lilly Daché Glamour Book. No va tenir tant èxit com amb la barreteria i va tancar les portes de totes les empreses comercials el 1969, per retirar-se quan el seu marit es va jubilar.
Alguns dels seus barrets fets per encàrrec es mostren al Museu Metropolità de Nova York.

## Vida personal
El 1931, Daché s'havia casat amb el francès Jean Despres, que era un alt executiu de la gran empresa de cosmètics i fragàncies Coty, Inc. Va tenir una filla, Suzanne. Daché es va retirar el 1968 després de vendre els seus últims barrets a l'actriu Loretta Young. Va morir el 31 de desembre de 1989 a Louveciennes, França. En els seus últims anys, havia pasat temporades a Delray Beach, Florida. També va viure a la ciutat de Nova York i a Meudon, França.

## Obres
- Talking Through My Hats (1946)
- Glamour book (1956)